# Sant Jaume d'Estaís
Sant Jaume d'Estaís, o d'Espot, és una antiga ermita del poble d'Espot, en el terme municipal del mateix nom, a la comarca del Pallars Sobirà.
Està situada a prop i al nord-est del poble, en el vessant sud-oest del Serrat de Samt Jaume, a tocar del paratge de Pleides.